# Hilke Altefrohne
Hilke Altefrohne (* 22. Dezember 1972 in Osnabrück) ist eine deutsche Schauspielerin und Hörspielsprecherin.

## Leben
Hilke Altefrohne wurde in Osnabrück geboren und ist in Nordhorn in Niedersachsen aufgewachsen. Sie studierte zunächst an der HBK Braunschweig zwei Jahre lang Bildende Kunst, bevor sie an der Westfälischen Schauspielschule in Bochum ihre Schauspielausbildung durchlief. Ihr erstes Theaterengagement hatte sie in Kassel, hier begann eine mehrjährige Zusammenarbeit mit Armin Petras und Peter Kastenmüller, welche sie zwischen 2002 und 2005 am Schauspiel Frankfurt fortsetzte. Für ihre dortigen Auftritte erhielt sie 2004 von der Theaterzeitschrift Theater heute den Kritikerpreis als Nachwuchsschauspielerin des Jahres.
2006 wechselte sie ins Ensemble des Maxim-Gorki-Theaters in Berlin, dem sie bis 2013 angehörte. Hier arbeitete sie unter anderem mit den Regisseuren Antú Romero Nunes, Jan Bosse und Felicitas Brucker zusammen. Von 2013 bis 2018 war sie dann Mitglied im Ensemble des Schauspielhauses Zürich, wo sie bei Inszenierungen einer ganzen Reihe etablierter Regiegrößen mitwirkte, wie Sebastian Nübling, René Pollesch, Hebert Fritsch, Barbara Frey, Karin Henkel, Alvis Hermanis oder Antú Romero Nunes.
Seit 2018 ist Altefrohne freischaffend und wohnt in Berlin. Durch ihre Arbeiten in Film- und Fernsehproduktionen wurde sie einem größeren Publikum bekannt. So hatte sie Rollen in Tatort und Polizeiruf 110, hatte einen Auftritt in der Tatortreiniger-Folge „Ja, ich will“ und war 2021 in dem Weihnachtsfilm Wenn das fünfte Lichtlein brennt zu sehen. Sie spielt weiterhin Theater, so hat sie Gastspiele am Theater Basel und am Berliner Ensemble.

## Filmografie
- 2000: Polizeiruf 110: Böse Wetter (Fernsehreihe)
- 2005: Tatort: Leerstand (Fernsehreihe)
- 2014: Der Tatortreiniger (Fernsehserie, 1 Folge)
- 2019: SOKO Potsdam (Fernsehserie, 1 Folge)
- 2020: SOKO Wismar (Fernsehserie, 1 Folge)
- 2021: Tatort: Borowski und die Angst der weißen Männer (Fernsehreihe)
- 2021: Wenn das fünfte Lichtlein brennt (Fernsehfilm)
- 2022: Schneller als die Angst (Fernsehserie, 1 Folge)
- 2020: SOKO Leipzig (Fernsehserie, 1 Folge)
- 2023: Einfach Nina (Fernsehfilm)

## Hörspiele
- 2003: Gisela von Wysocki: Frankfurter Positionen: Klopfzeichen. Mitschnitt der szenischen Lesung vom 12. Oktober 2003 – Regie: Brigitte Landes (Hörspielbearbeitung, Lesung – HR/Schauspiel Frankfurt/Museum für Moderne Kunst/BHF-Bank-Stiftung 2003)
- 2005: Tad Williams: Otherland (16. Teil) (Isis) – Bearbeitung und Regie: Walter Adler (Hörspielbearbeitung, Science-Fiction-Hörspiel – HR)
- 2006: Ed McBain: 87. Polizeirevier: Heißer Sonntagmorgen (China) – Regie: Ulrich Lampen (Hörspielbearbeitung, Kriminalhörspiel – HR)
- 2006: Karl Günther Hufnagel: Geburt eines Dichters im Bürgerkrieg	(Angelika) – Regie: Andrea Getto (Hörspielbearbeitung – HR)
- 2008: Björn Bicker: Illegal (Frau) – Realisation: Peter Kastenmüller, Michael Graessner, Björn Bicker (Original-Hörspiel – BR/Münchner Kammerspiele)
- 2009: Anne Krüger: Koma Island (Hah) – Regie: Andrea Getto (Originalhörspiel – HR)

Quelle: ARD-Hörspieldatenbank